# Oberrheingau
Als Oberrheingau wurde im Mittelalter das rechtsrheinische Gebiet des Oberrheingrabens nordöstlich von Worms bezeichnet.

## Abgrenzung
Es umfasste den südlichsten Teil des heutigen Hessens mit den Orten Alsbach, Geroldshausen (Wüstung s. Hähnlein), Bensheim, Bensheimer Hof, Lochheim (Wüstung bei Biebesheim), Bobstadt, Bürstadt, Eberstadt, Dornheim, Einhausen, Erfelden, Elmarsbach (Wüstung w. Erfelden am Altrhein), Herolfsheim (Wüstung w. Erfelden), Fehlheim, Geinsheim am Rhein, Onkular (Wüstung, vermutlich nö. Gernsheim/R. n. Lorsch), Groß-Rohrheim, Heppenheim, Klein-Rohrheim, Leeheim, Lorsch, Pfungstadt, Schwanheim, Bettenheim (Wüstung um Zwingenberg).
Die Ostgrenze des Oberrheingau wird parallel mit den Ostgrenzen der Marken Schwanheim, Langen, Gerau, Bessungen, Ramstadt und Heppenheim gelaufen sein.
Westlich des Rheins grenzten der Wormsgau und der Speyergau an. Im Süden lag der Lobdengau, östlich des Oberrheingaus erstreckte sich der Maingau und nördlich des Maines lagen im Westen der Königssondergau und im Osten der Niddagau. Der Oberrheingau lag im Herzogtum Franken, später im Herzogtum Westfranken (auch Rheinfranken).
Der Oberrheingau ist nicht mit Landschaften am Oberrhein, aber auch nicht mit dem oberen Rheingau (Eltville und Umgebung), zu verwechseln, sondern entspricht in seiner Umgrenzung eher der heutigen Bergstraße.

## Geschichte
Er ging vermutlich aus einer Dreiteilung des alemannischen Rheingaus im 8. Jahrhundert in Unterrheingau (der in der Folge den Namen Rheingau behielt), Oberrheingau und Königssondergau hervor. Im frühen Mittelalter war der Oberrheingau die zentrale Machtbasis der Robertiner, auf die auch die Gründung des hier gelegenen Klosters Lorsch zurückgeht. Vom 9. bis zum 12. Jahrhundert stand der Oberrheingau unter dem Einfluss des Klosters. Mit der Überschreibung der in Verfall geratenen Reichsabtei im Jahre 1232 durch  Friedrich II.  gelangte das Gebiet an Kurmainz und ging in der Folgezeit bis auf den südlichsten Teil als Lehen in der Obergrafschaft Katzenelnbogen auf.

## Grafen im Oberrheingau aus dem Haus der Robertiner
- Rupert I. (Robert I.) (722/757 bezeugt, † vor 764) 732 dux im Haspengau, 741/742 comes palatinus (Pfalzgraf), um 750 Graf im Oberrhein- und Wormsgau, 757 Königsbote (missus regius) in Italien, ⚭ um 730 Williswint († nach 768) stiftet am 12. Juli 764 Kloster Lorsch, Erbin am Oberrhein und von Hahnheim in Rheinhessen, Erbtochter des Grafen Adalhelm
- (Rupert) Cancor († nach 782) dessen Sohn, 745 Graf im Oberrheingau (Thurgau), 758 Graf im Breisgau, 775/778 Graf im Zürichgau, 754 Mitstifter von Kloster Lorsch, ⚭ Angila
- Heimrich (Heimo) (X 5. Mai 795 bei Lüne an der Elbe) dessen Sohn, 764 Mitstifter von Kloster Lorsch, 772/782 Graf im Oberrheingau, 778 Graf im Lahngau, 784 Abt von Mosbach
- Rutpert II. (Hruodbertus) (770 bezeugt, † 12. Juli 807) Neffe Rupert Cancors, 795/807 Graf im Worms- und Oberrheingau, 795 Herr zu Dienheim, ⚭ I Theoderata (Tiedrada) (766/777 bezeugt, † vor 789), ⚭ II Isengarde, 789
- Ruadbert (Robert), Enkel Heimrichs, 817 Graf im Saalgau, Oberrheingau und Wormsgau
- Rutpert III. (Robert III.) († vor 834) Sohn Rutperts II., 812/830 Graf im Wormsgau, Graf im Oberrheingau, 825 missus regius im Bistum Mainz, ⚭ um 808 Wiltrud (Waldrada) von Orléans, 829/834 Erbin von Besitz in Orléans, Tochter des Grafen Hadrian und der Waldrat aus dem Haus der Widonen – Eltern von Robert dem Tapferen und damit Stammeltern der Kapetinger